# Debriefing
Il debriefing è un intervento psicologico-clinico strutturato e di gruppo, condotto da uno psicologo esperto di situazioni di emergenza, che si tiene a seguito di un avvenimento potenzialmente traumatico, allo scopo di eliminare o alleviare le conseguenze emotive spesso generate da questo tipo di esperienze.

## La tecnica classica
Il Debriefing "classico" (Mitchell, 1983), detto anche Critical Incident Stress Debriefing / Psychological Debriefing (CISD/PD) - a sua volta solo una delle parti del più ampio e complesso protocollo del Critical Incident Stress Management (CISM) - dovrebbe essere rivolto esclusivamente a gruppi relativamente omogenei di soccorritori (e quindi non di vittime), ed è composto da sette fasi distinte (fattore ritenuto da molti come aspetto di eccessiva rigidità funzionale del protocollo iniziale).
Normalmente viene svolto tra le 24 e le 96 ore che seguono l'avvenimento (ovvero quando l'esperienza si è potuta strutturare psicologicamente almeno un minimo, ma non si è comunque ancora "cristallizzata" del tutto nel vissuto delle persone coinvolte).
Esiste comunque in letteratura scientifica un ampio dibattito sul problema del "timing" migliore per l'intervento, tema tecnico assai delicato e controverso.
Il CISD permette, attraverso lo scambio strutturato e "significante" dell'esperienza gruppale, di ridurre le possibili conseguenze negative di un avvenimento traumatico a livello psichico, come per esempio l'insorgere della sindrome da stress post-traumatico (dall'inglese Post-Traumatic Stress Disorder) ed altre sindromi collegate.
Nel corso del lavoro di gruppo, attraverso le varie fasi, si affrontano progressivamente fatti, pensieri, emozioni e sintomi, al fine di proporre una prima rielaborazione e ristabilire una migliore comprensione dell'avvenimento, per permettere di reinserirlo nel corso della propria esistenza dandogli almeno un parziale significato, coerente e condiviso con gli altri membri del gruppo.

## Le fasi procedurali
Le sette fasi "classiche" del protocollo di Mitchell sono:
- 1. Introduzione (alla situazione ed al lavoro di gruppo)
- 2. Discussione dei Fatti (ricostruzione degli eventi occorsi, attraverso le "narrazioni" e le prospettive multiple dei partecipanti)
- 3. Discussione dei Pensieri/Cognizioni (che i partecipanti hanno avuto durante l'evento)
- 4. Discussione delle Emozioni (condividendo quelle provate durante l'evento, e comprendendo così che è "legittimo e normale" sentirsi a disagio dopo un evento critico, e che anche altri colleghi possano aver avuto emozioni simili alle proprie)
- 5. Discussione dei Sintomi (eventualmente provati nelle ore o nei giorni successivi all'evento critico)
- 6. Fornire Informazioni (sulle reazioni post-traumatiche e su eventuali "punti di contatto" in caso di necessità personali future)
- 7. Conclusione (che "chiude" l'esperienza, sfumando dopo - a volte - verso una chiusura anche informale - spesso bevendo e mangiando qualcosa insieme per rinsaldare i legami sociali di gruppo dopo l'evento critico e la "fatica emotiva" del Debriefing)

In alcuni approcci europei, si aggiunge tra la sesta e la settima fase una fase aggiuntiva, detta del "Rito" (di particolare valore simbolico).
Generalmente, il Debriefing è preceduto da un incontro di Defusing, soprattutto con gli specialisti dell'aiuto (infermieri, pompieri, soccorritori, etc.; se svolto al termine del servizio in cui si è verificato l'evento critico, il Defusing viene detto Demobilization).

## Efficacia e criticità del Debriefing
Fin dalla sua proposta iniziale, il Debriefing ha conosciuto rapido sviluppo ed un notevole successo nell'ambito della psicologia dell'emergenza, arrivando ad esserne forse la tecnica operativa più conosciuta e diffusa. Verso la metà degli anni '90, il CISD era divenuto la tecnica standard per la gestione di eventi critici che coinvolgessero un gruppo più o meno strutturato di persone, e le ricerche sulla sua efficacia ed applicabilità divennero il mainstream della ricerca psicotraumatologica d'urgenza.
La maggior parte dei clinici lo riteneva un'importante tecnica di prevenzione dell'insorgenza di eventuali forme post-traumatiche nelle persone esposte ad incidenti critici.
A partire dai primi anni del nuovo secolo, con la pubblicazione di alcuni importanti articoli di review e meta-analisi della sua efficacia, iniziarono ad essere sollevati dubbi sull'efficacia della tecnica nell'ottenere tale risultato: in molti casi, infatti, il suo profilo di efficacia nella prevenzione del PTSD risultava scarso se non nullo, ed in letteratura iniziarono ad essere discussi gli occasionali effetti iatrogeni della procedura stessa.
Il bias prevalente nella ricerca precedente venne individuato proprio nell'"aspettativa magica" di molti clinici rispetto alla procedura del Debriefing, aspettativa legata ad un atteggiamento estremamente ottimistico rispetto alla tecnica stessa. Effettivamente, ritenere che una singola sessione di elaborazione gruppale di un gravissimo incidente critico, della durata media di 90 minuti, possa annullare il rischio di sviluppare a mesi di distanza un disturbo post-traumatico in soggetti predisposti è indubbiamente molto ottimistico, ed in contrasto con i dati clinici psicotraumatologici, dati che sottolineano come, seppure il rischio di sviluppo di un PTSD sia comunque mediamente molto basso anche in coloro che presentano reazioni emotive patologiche nell'immediato post-evento, gli interventi clinico-preventivi efficaci non possano mai essere del tipo "one-shot" (occasionali), ma debbano essere al contrario molto più ampi e complessi (ad esempio, attraverso il ricorso ad una completa procedura CISM).
Dunque, l'obbiettivo dell'esecuzione del Debriefing (che dovrebbe essere solo una parte del CISM) nell'immediato post-evento non dovrebbe tanto essere quello dell'ipotetico tentativo di riduzione del rischio di sviluppo di future reazioni post-traumatiche strutturate, quanto un primo momento di elaborazione gruppale dei vissuti emotivi e degli "spazi di parola" dell'evento occorso; processo che, seppur non strettamente correlato con la prevenzione del PTSD, è ritenuto comunque spesso di buona utilità emotiva dai partecipanti.

## I nuovi approcci al Debriefing: il "Process Debriefing" ed il "Debriefing di Val-de-Grace"
In anni recenti sono state proposte molte modifiche al protocollo originale di Mitchell, ritenuto troppo rigido e con fasi troppo nettamente distinte tra loro (mentre i processi psicologici sottostanti sono in realtà molto più "fluidi" e "continui"); in particolare, ha avuto ampia diffusione il Process Debriefing di Atle Dyregrov (1997), in cui vi è una minore rigidità funzionale del protocollo, ed una maggiore attenzione clinica ai processi psicologici sottostanti.
Nel Process Debriefing, le dinamiche interattive interne del gruppo non vengono ignorate (come può succedere nel modello originario), ma vengono al contrario considerate uno degli assetti principali di lavoro nel corso della seduta di Debriefing.
Anche la "Scuola di Val-de-Grace" (la psichiatria militare francese ad orientamento psicodinamico) ha proposto modifiche strutturali ed adattamenti clinici importanti dell'originario protocollo del 1983, proponendone un riorientamento su assetti più dinamici e processuali (e quindi meno cognitivi e procedurali), con una complessiva semplificazione delle sette fasi originarie.
Il focus di tutti questi tentativi di rinnovamento del protocollo originario va appunto nella direzione di sottolineare come sia la tecnica a doversi adattare alla realtà dei processi psicologici delle persone coinvolte (priorità dei processi psicologici), e non debba mai accadere il contrario (cosa invece frequente quando le sedute di Debriefing classico vengono rigidamente vincolate al rispetto delle fasi e dei tempi del protocollo originario: si verifica così una iatrogena priorità della procedura tecnica rispetto ai processi psicologici reali delle persone che ne dovrebbero usufruire).